# Электрон-фононное увлечение
Электрон-фононное увлечение (увлечение электронов фононами, фононный ветер) — взаимодействие с неравновесными фононами носителей тока (электронов или дырок) в проводнике. При создании в образце градиента температуры, возникает поток фононов, которые, рассеиваясь на электронах, передают им часть своего квазиимпульса и создают поток их от горячего к холодному краю образца. Это один из вкладов в термоэлектрический эффект в замкнутой цепи. В разомкнутой цепи возникает термоэдс увлечения. Эффект увлечения был предсказан Л. Э. Гуревичем для металлов в 1945 году
. Фредерикс впервые наблюдал этот эффект в германии в 1953 году. Эффект наблюдают в достаточно чистых образцах при длине свободного пробега носителей тока сравнимой с фононами, то есть электрон-фононное взаимодействие является главным механизмом рассеяния носителей тока, а не примеси и другие релаксационные процессы, и даёт основной вклад в термоэдс при низких температурах.

## Общие уравнения
Для трёхмерного кристалла с кубической решёткой законы дисперсии для электронов, акустических и оптических фононов запишутся в виде: 
{\displaystyle \varepsilon ={\frac {{\textbf {p}}^{2}}{2m}},}
{\displaystyle \hbar \omega =sq,}
{\displaystyle \hbar \Omega =\hbar \Omega _{0}\left(1-{\frac {\alpha a^{2}q^{2}}{\hbar ^{2}}}\right),}
где p — квазиимпульс электрона,  q — квазиимпульс фонона (q=|q|), m — эффективная масса электрона, α — дисперсионная постоянная, a— постоянная решётки, {\displaystyle \hbar } — редуцированная постоянная Планка, ω и Ω — частоты акустических и оптических фононов. Кинетика квазичастиц описывается неравновесными функциями распределения для электронов — f, акустических и оптических фононов — N и N o. Эти функции удовлетворяют связанным кинетическим уравнениям Больцмана:
{\displaystyle {\frac {\partial f}{\partial t}}+{\textbf {v}}{\frac {\partial f}{\partial {\textbf {r}}}}+e\left({\textbf {E}}+{\frac {1}{c}}{\textbf {v}}\times {\textbf {H}}\right){\frac {\partial f}{\partial {\textbf {p}}}}=S_{ep}+S_{ed}+S_{ee}+S_{eo}},
{\displaystyle {\frac {\partial N}{\partial t}}+{\textbf {v}}_{q}\cdot \nabla N=S_{pe}+S_{pp}+S_{pd}+S_{po}},
{\displaystyle {\frac {\partial N^{o}}{\partial t}}+{\textbf {v}}_{q}^{o}\cdot \nabla N^{o}=S_{oe}+S_{oo}+S_{od}+S_{op}},
где r — координата (радиус-вектор), t — время, v, vq и vqo — скорости электрона, акустических и оптических фононов. E — электрическое поле, H — напряжённость магнитного поля, c — скорость света, S с индексами — интеграл столкновений где первые индексы означают рассеиваемую частицу, а второй — рассеиватель. e, p, o и d соответствуют электронам, акустическим фононам, оптическим фононам и дефектам таким как примесям и границам образца. В общем виде задача сводится к решению этих уравнений при каких-то допущениях (упрощений) на вид интегралов столкновений.